# Dieter Baumann
Dieter Baumann (* 9. Februar 1965 in Blaustein) ist ein ehemaliger deutscher Leichtathlet und Olympiasieger. Er ist einer der erfolgreichsten Langstreckenläufer der deutschen Sportgeschichte. Allein auf nationaler Ebene konnte er 40 Meistertitel auf Strecken von 1500 Meter bis 10.000 Meter und im Crosslauf gewinnen. Seine Bestleistung über 5000 Meter vom 13. August 1997 in Zürich (damals Europarekord) war bis zum 10. Juni 2021, als Jakob Ingebrigtsen einen neuen Europarekord lief, die schnellste Zeit eines Läufers nichtafrikanischer Abstammung über diese Strecke.

## Werdegang
Dieter Baumann machte von 1983 bis 1984 eine Lehre als Fotolaborant, die er jedoch nicht beendete. Baumann, der zwischen 1985 und 1989 der Bundeswehr-Sportfördergruppe Böblingen angehörte, startete zunächst für den Sportverein LG Alb Donau (1982–1986), später für den VfL Waiblingen (1987–1990) und den TSV Bayer 04 Leverkusen (1990–2000). Seit 2001 startete er für die LAV Stadtwerke Tübingen, deren erster Vorsitzender er von März 2004 bis zum Jahr 2007 war. Bei einer Größe von 1,78 m hatte er ein Wettkampfgewicht von 62 kg.
Im 5000-Meter-Lauf, seiner Spezialstrecke, errang er zwei olympische Medaillen: Bei den Olympischen Spielen 1988 in Seoul lief er zu Silber, bei den Spielen 1992 in Barcelona gewann er nach einem Spurtfinale, bei dem er die letzten 100 Meter in 11,9 s zurücklegte, die Goldmedaille. Im Jahr seines Olympiasieges wurde er auch zum Leichtathleten des Jahres (vor Paul Meier und Stephan Freigang) und zum Sportler des Jahres gewählt. Es folgten ein Sieg bei den Europameisterschaften 1994 in Helsinki über 5000 Meter, ein zweiter Platz bei den Europameisterschaften 1998 in Budapest über 10.000 Meter und der Sieg beim Weltcup 1998 über 3000 Meter.
Dieter Baumann wurde stets von seiner Ehefrau Isabelle (geborene Hozang) trainiert. Das Paar hat eine Tochter, die ehemalige 400-Meter-Hürdenläuferin Jackie Baumann, und den Sohn Robert Baumann.

### Dopingsperre 2000
Bei einer Dopingkontrolle am 19. Oktober 1999 sowie bei einer Kontrollprobe am 12. November wurde Baumann positiv auf den Wirkstoff Nandrolon getestet. Bei der Verhandlung vor dem Deutschen Leichtathletik-Verband wurde er aufgrund der Funde von Norandrostendion in seiner Zahnpasta (daher wird dieser Fall oft als „Zahnpastaaffäre“ bezeichnet) und eingereichten Haarproben ohne Befund am 13. Juli 2000 vom Vorwurf des Dopings freigesprochen.
Die IAAF erkannte diesen Freispruch des nationalen Verbandes jedoch nicht an, sperrte ihn am 18. September 2000 bis zum 21. Januar 2002 und erkannte ihm rückwirkend den nationalen Titel über 5000 m ab. Baumann bestreitet bis heute die wissentliche Einnahme der Mittel.
2004 verarbeitete der Regisseur Diethard Klante die Geschehnisse um den Doping-Skandal in einem Fernsehfilm: Ich will laufen! Der Fall Dieter Baumann.
Der Molekularbiologe und Dopingkritiker Werner Franke erklärte 2006 in einem Interview gegenüber dem Magazin Der Spiegel, dass er die Funde von Dopingsubstanzen in der Zahnpasta für einen Anschlag und Baumann damit für unschuldig halte:

„Baumann hat sich sehr für den Kampf gegen Doping engagiert. Seine Zahnpastatuben waren verseucht, erwiesenermaßen eine alte Stasi-Methode. Baumann hat zu viele Leute an sich rangelassen.“

Nach Ablauf der Sperre nahm er wieder an Wettkämpfen teil. Der Umstieg auf die Marathonstrecke misslang ihm, als er im April 2002 beim Hamburg-Marathon nach 30 Kilometern einbrach und das Rennen aufgab. Bei den Europameisterschaften in München belegte er erneut den zweiten Platz über 10.000 Meter. 2003 gewann er seinen dritten nationalen Titel über 10.000 Meter und seinen elften über 5000 Meter. Da es jedoch mit zunehmendem Alter immer schwieriger für ihn wurde, die gewohnte Leistung zu erbringen, beendete er am 8. September 2003 nach 22 Jahren seine Leistungssportkarriere.
Seit 1995 ist er journalistisch tätig als Kolumnist für die taz und das Fachblatt Runner’s World.
Im Rahmen des Freiburg Marathons 2009 präsentierte er erstmals sein Kleinkunstprogramm „Körner – Currywurst – Kenia. Ein locker leichter Abend über Laufen, Leben, Last und Lust“. Weitere Kabarettprogramme folgten.
2012 trat Baumann mit einer Theaterversion von Siegfried Lenz’ Roman Brot und Spiele auf. In der von ihm selbst geschriebenen Adaption spielte er fünf verschiedene Rollen. Die Satirezeitschrift Titanic lobte die Auftritte als „schlagfertig“ und „gut vorbereitet“: „Dieter Baumann ist auf der Bühne zu keinem Zeitpunkt ... außerhalb seines Elements, und das ist mehr, als man über so vieles auf deutschen Kleinkunstbühnen sagen kann“.

In Zusammenarbeit mit Andreas Dietrich und Studierenden des Instituts für Sportwissenschaft sowie einer Eventagentur ist Baumann seit 2012 Mitorganisator des traditionellen Tübinger Stadtlaufs (heute Tübinger Erbe-Lauf). Die Sporthalle von Blaubeuren, langjähriger Wohnort und Nachbarstadt seines Geburtsorts Blaustein, ist nach ihm benannt. 

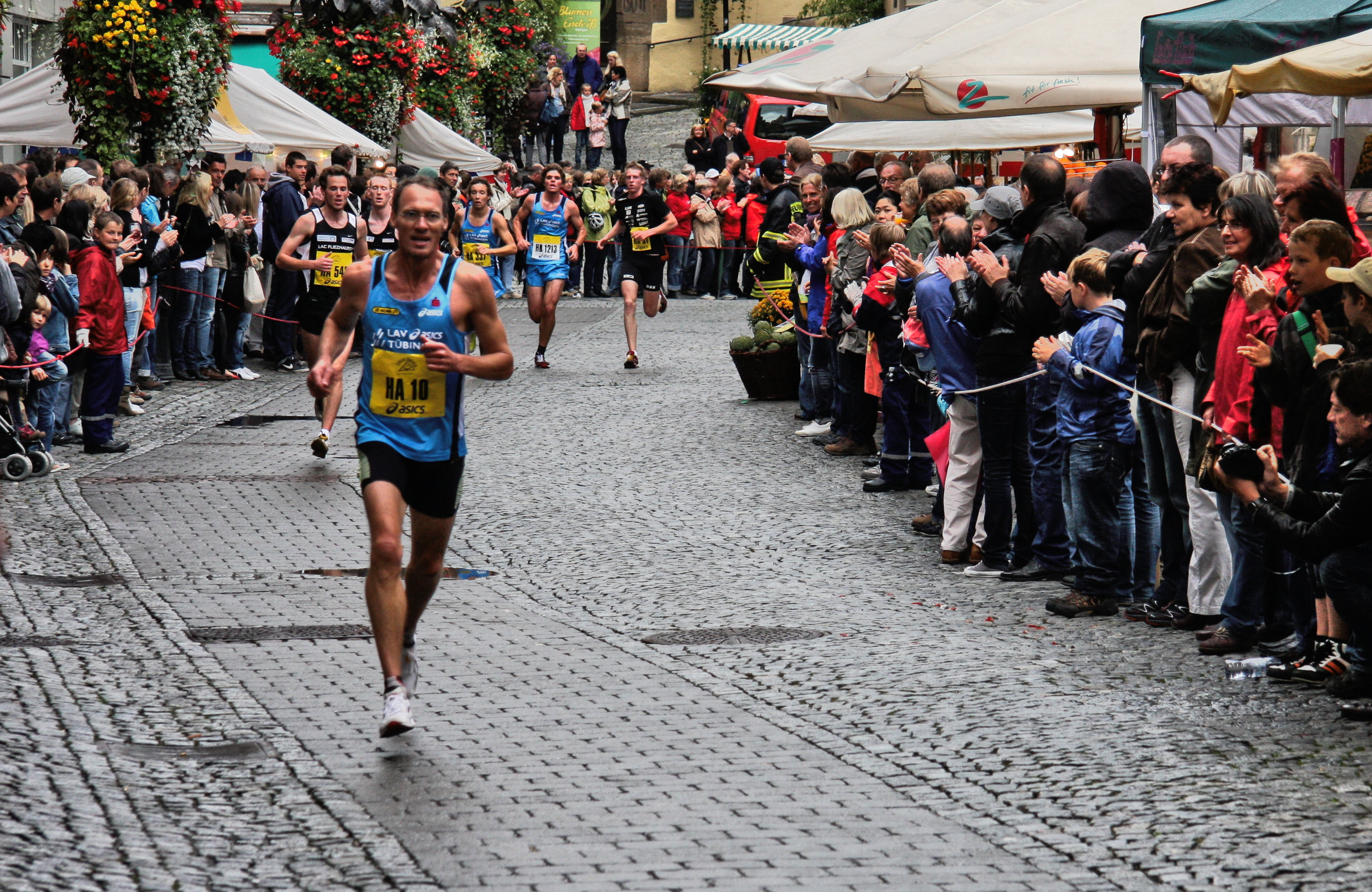
Beim Tübinger Stadtlauf 2011

Baumann nimmt auch nach seinem Abschied vom Hochleistungssport an Laufveranstaltungen teil. Seine Halbmarathon-Zeit vom Nikolauslauf Tübingen 2005 (1:07:15) findet sich in der Bestenliste des DLV wieder. Am 28. Oktober 2007 beendete er in Frankfurt zum ersten Mal einen Marathon. Mit der Zeit von 2:30:00 h wurde er viertschnellster Deutscher. Sponsoren hatten für jede Minute unter drei Stunden 1.000 Euro ausgelobt. Durch weitere Spendenaktionen kam ein Gesamtbetrag von 40.000 Euro zusammen, der für die Sanierung des Tübinger Stadions und die Läufer-Nachwuchsförderung in Hessen und Württemberg verwendet wird.
2011 startete er bei den 100 km von Biel und kam in 9:45:57 h auf Platz 98.
Bis 2011 war Baumann als Trainer aktiv, unter anderem für Arne Gabius.

## Bestzeiten

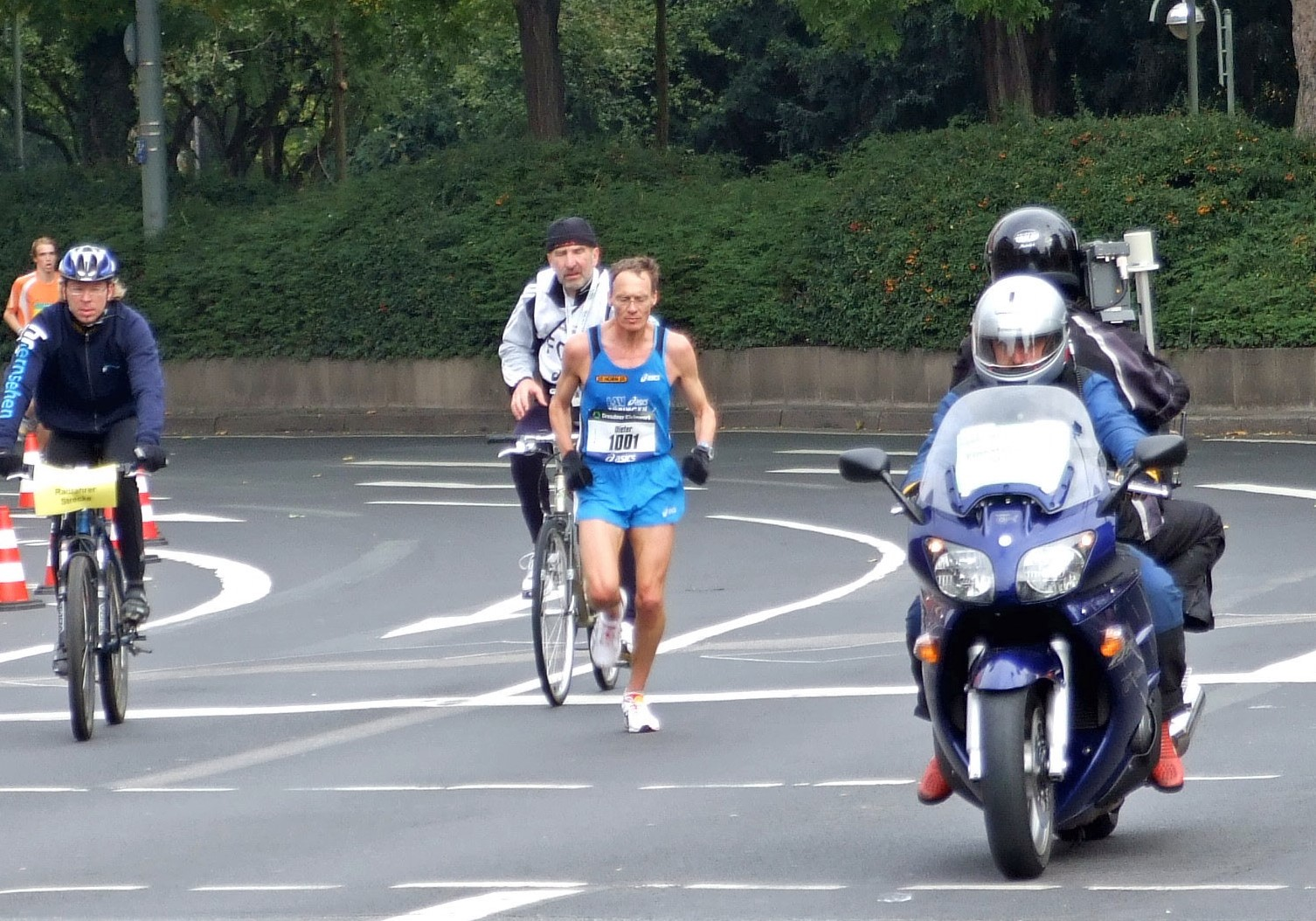
Beim Frankfurt-Marathon 2007, als Begleitung (weiß) Winfried Aufenanger

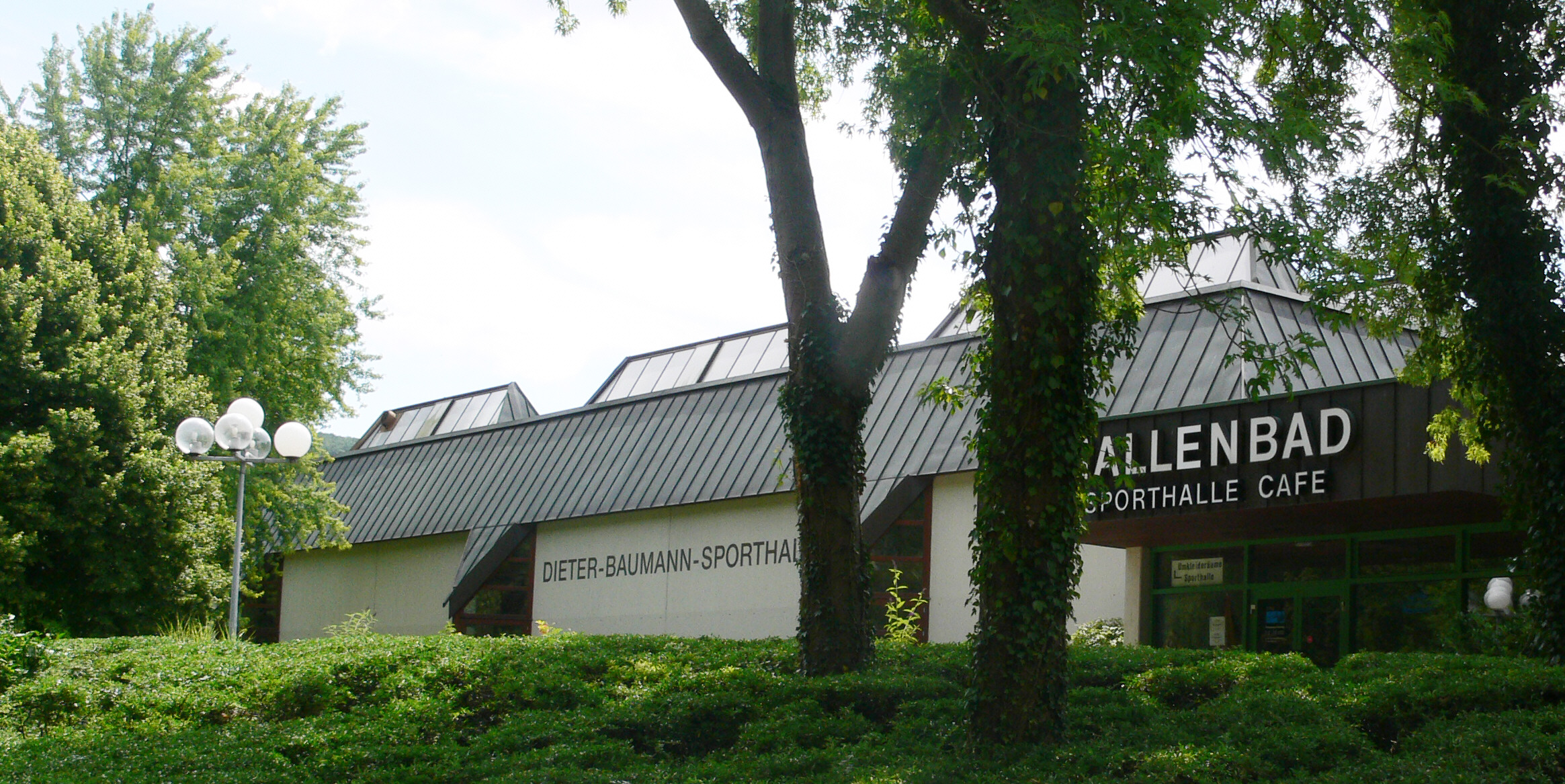
Dieter-Baumann-Sporthalle in Blaubeuren

- 800 m: 1:48,40 min, 2. Juni 1990, Rehlingen
- 1000 m: 2:20,90 min, 26. Mai 1989, Bochum
  - Halle: 2:18,79 min, 26. Februar 1989, Sindelfingen
- 1500 m: 3:33,51 min, 13. Juli 1997, Stuttgart
  - Halle: 3:36,97 min, 12. Februar 1989, Stuttgart
- 1 Meile: 3:51,12 min, 21. August 1992, Berlin
  - Halle: 3:58,46 min, 5. Februar 1988, Sindelfingen
- 2000 m: 4:59,88 min, 14. Juni 1987, Fürth
  - Halle: 5:02,49 min, 14. Februar 1993, Sindelfingen
- 3000 m: 7:30,50 min, 8. August 1998, Monaco (aktueller deutscher Rekord)
  - Halle: 7:37,51 min, 12. Februar 1995, Karlsruhe
- 5000 m: 12:54,70 min, 13. August 1997, Zürich (bis 11. Juli 2025 deutscher Rekord)
- 10.000 m: 27:21,53 min, 5. April 1997, Baracaldo (aktueller deutscher Rekord)
- Halbmarathon: 1:07:15 h, 4. Dezember 2005, Tübingen (nach Ende seiner Leistungssportkarriere)
- Marathon: 2:30:00 h, 28. Oktober 2007, Frankfurt am Main (nach Ende seiner Leistungssportkarriere)
- 100-km-Lauf: 9:45:57 h, 2011, Biel (nach Ende seiner Leistungssportkarriere)